# 여죄수 사소리 1 - 701호 여죄수 사소리
《여죄수 사소리 1 - 701호 여죄수 사소리》(일본어: 女囚701号/さそり)는 1972년 개봉한 일본의 감옥 영화이다. 이토 슌야의 감독 데뷔작이며, 시노하라 토루의 동명 만화가 영화의 원작이다. 1편 개봉 이후 세 편의 속편 《여죄수 사소리 2 - 41호 감방》, 《여죄수 사소리 3 - 짐승의 감방》, 《여죄수 사소리 4 - 원한의 노래》가 연달아 개봉되었다.